# Kanako Kitao
Kanako Kitao Spendlove (jap. 北尾 佳奈子, Kitao Kanako; * 6. Februar 1982 in der Präfektur Kyōto als Kanako Kitao) ist eine ehemalige US-amerikanisch-japanische Synchronschwimmerin.

## Erfolge
Kanako Kitao gewann bei den Weltmeisterschaften 2003 in Barcelona ihre ersten internationalen Medaillen, als sie in der Kombination sogleich Weltmeisterin wurde und mit der Mannschaft Rang zwei belegte. Bei den Olympischen Spielen 2004 in Athen trat Kitao in der Mannschaftskonkurrenz an und sicherte sich mit der japanischen Mannschaft, zu der neben ihr noch Miya Tachibana, Miho Takeda, Michiyo Fujimaru, Saho Harada, Naoko Kawashima, Emiko Suzuki, Juri Tatsumi und Yōko Yoneda gehörten, hinter Russland die Silbermedaille. Sie erhielten mit 98,667 Punkten genau einen Punkt weniger als die Russinnen und einen Punkt mehr als die drittplatzierten US-Amerikanerinnen. Zwei Silbermedaillen gewann Kitao bei den Weltmeisterschaften 2005 in Montreal: In der Kombination und in der Mannschaftskonkurrenz belegte sie jeweils den zweiten Platz.
Sie beendete kurz darauf ihre Karriere und begann knapp zehn Jahre im Programm „O“ des Cirque du Soleil in Las Vegas aufzutreten, zum Teil an der Seite von Bill May. Im Dezember 2015 legte Kitao, die nach Heirat nun Spendlove hieß und bereits US-amerikanische Staatsbürgerin war, ihre japanische Staatsbürgerschaft ab und begann mit May im neu geschaffenen Mixed-Duett im Synchronschwimmen anzutreten. Sie nahmen in diesem an den Weltmeisterschaften 2017 in Budapest teil und gewannen im technischen und im freien Programm jeweils die Bronzemedaille. Spendlove hat einen Sohn (* 2015).